# Mate Čutura
Mate Čutura (Rastovača, 13. veljače 1886. – Mostar, 9. prosinca 1945.) bio je hrvatski katolički svećenik, franjevac, prevoditelj i pisac.

## Životopis
Rodio se 13. veljače 1886. u Rastovači kod Posušja. Prilikom krštenja dobio je krsno ime Jure.
Osnovnu školu pohađao je u obližnjem Posušju, a gimnaziju u Širokom Brijegu (1906. – 1908.) i Mostaru (1908. – 1910.). Završetkom gimnazije, 1. kolovoza 1905. stupio je u Franjevački red na Humcu položivši redovničke zavjete.
Teologiju je studirao u Mostaru, a filozofiju u Louvainu (1911./12)., Münchenu (1912. – 1914.) i Zagrebu (1914./15.). U Zagrebu je doktorirao 1915. godine. Za svećenika je zaređen 1911. godine.
Službovao je kao profesor i ravnatelj gimnazije u Širokom Brijegu (1915. – 1929, 1931. – 1934., 1940. – 1944.) te župnik u Drinovcima (1929. – 1931.). Kasnije je službovao kao provincijal hercegovačkih franjevaca (1934. – 1940.; 1945.).
Književni rad zatpočeo je prijevodima s njemačkog jezika, koje je objavljivao u „Kršćanskoj obitelji” (1911.). Surađivao je u listovima i časopisima: „Kršćanska obitelj” (1911., 1917., 1919.), „Glasnik Zemaljskog muzeja Bosne i Hercegovine” (1918.), „Narodna sloboda” (1926., 1928.), „Naša domovina” (1935.), „Jadranski dnevnik” (1937.) i „Hercegovina franciscana” (1935. – 1940.), časopisa koji je sam pokrenuo.
Umro je u Mostaru 9. prosinca 1945. godine.

### Knjige
- Jolić, Robert, ur. 1998. Ljetopis Posuški. ALFA. Zagreb.

### Članci
- Nikić, Andrija. 1993. Čutura, Mate. Hrvatski biografski leksikon. Zagreb.  journal zahtijeva |journal= (pomoć)